# Francisco de Assis Correia de Melo
Francisco de Assis Correa de Mello (Rio de Janeiro, 26 de dezembro de 1903 — Rio de Janeiro, 21 de janeiro de 1971), foi um tenente-brigadeiro da Força Aérea Brasileira.
Foi ministro da Aeronáutica nos governos Juscelino Kubitschek, de 30 de julho de 1957 a 31 de janeiro de 1961, e Ranieri Mazzilli, de 4 a 15 de abril de 1964.

## Biografia
Francisco de Assis Corrêa de Mello nasceu na cidade do Rio de Janeiro, então Distrito Federal, filho de Francisco Correia de Mello e de Clara Guimarães de Mello. Em 1923, ingressou na Escola Militar do Realengo (RJ). Tornou-se oficial-aviador em 1927, embora ainda não pertencendo à arma da aviação. Em abril de 1932 ingressou no Clube 3 de Outubro, organização criada em maio de 1931 e que congregava as correntes tenentistas partidárias da manutenção e do aprofundamento das reformas instituídas pela Revolução de 1930.
Durante a Revolução Constitucionalista de 1932 participou ao lado do Exército Federal, leal ao governo provisório de Getúlio Vargas, na repressão aos revoltosos.
Por sua grande perícia, coragem e audácia na arte de voar, recebeu o apelido de "Mello Maluco". Em janeiro de 1941, ingressou na Aeronáutica, quando da criação do ministério dessa força. Durante a Segunda Guerra Mundial, participou de operações de patrulhamento do Atlântico Sul.
Em fevereiro de 1951, pouco depois da posse de Getúlio Vargas na presidência da República, assumiu o comando da III Zona Aérea (III ZA), atual III Comando Aéreo Regional (III Comar), sediada no Rio. De 1952 a 1955 foi adido aeronáutico em Washington. Retornou ao Brasil em meados de 1955. Em novembro, Correia de Melo foi designado mais uma vez para o comando da III ZA.
Dias após a posse de Juscelino Kubitschek eclodiu um levante militar sob a chefia do major-aviador Haroldo Veloso e do capitão-aviador José Chaves Lameirão, envolvendo uns poucos militares da Aeronáutica que se apossaram da base aérea de Jacareacanga (PA). Nessa ocasião, Correia de Melo foi incumbido por Juscelino de ir a Fortaleza a fim de reunir forças e seguir para o reduto rebelde. Chegando à capital cearense, porém, limitou-se a prender grande número de oficiais que se negavam a obedecer às ordens do governo.

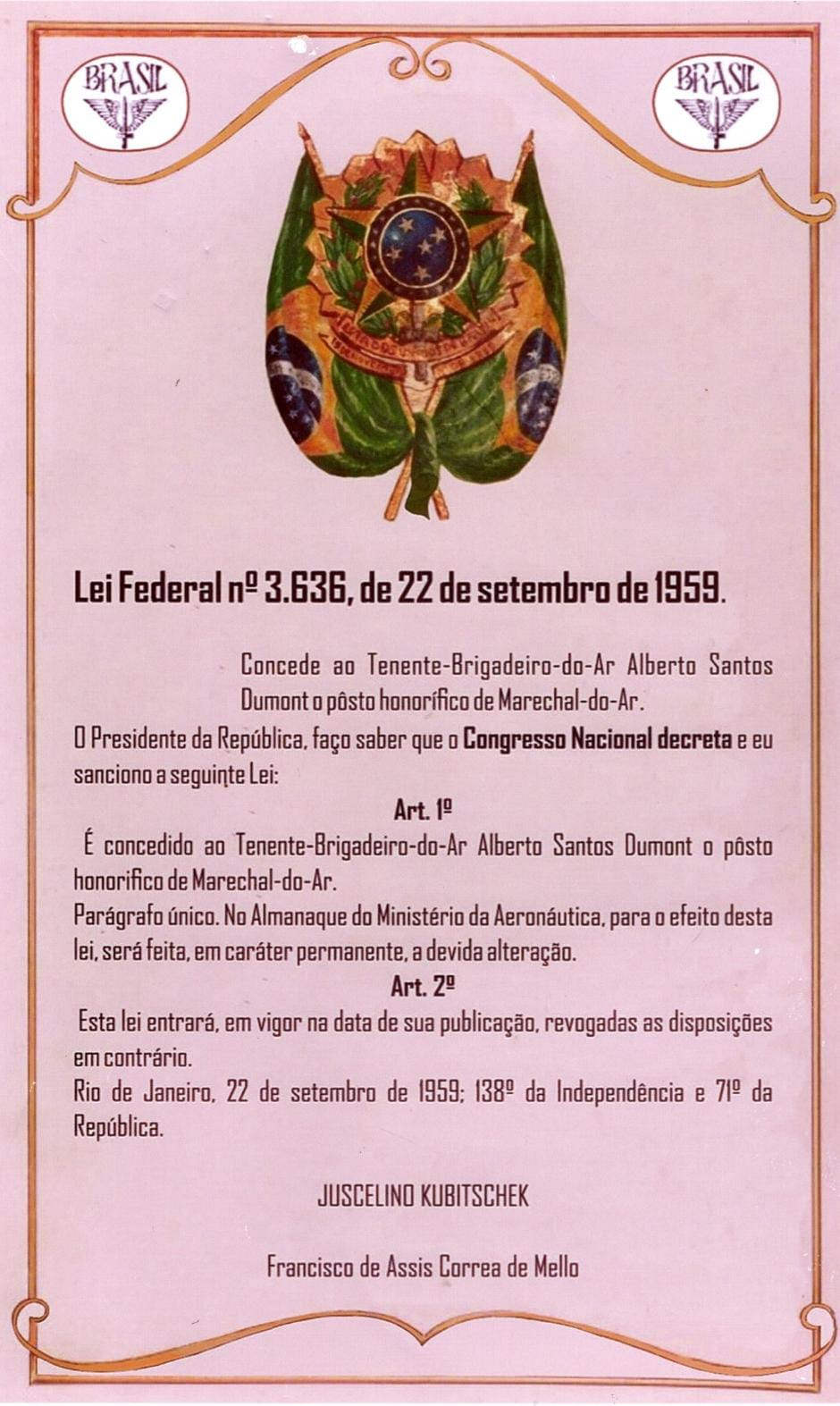
Chancela como Ministro da Aeronáutica em ato legislativo de homenagem a Santos Dumont, 1959.

Foi nomeado ministro da Aeronáutica em julho de 1957 sucedendo ao brigadeiro Henrique Fleiuss, afastado por Juscelino por ter permitido a realização de um almoço em homenagem ao coronel João Adil de Oliveira, ativo integrante dos setores militares antijuscelinistas.
Em 1958 Correia de Mello fez uma curta viagem ao exterior em novembro, sendo substituído interinamente pelo general Lott, ministro da Guerra. A presença de Lott na pasta da Aeronáutica deu aos brigadeiros descontentes uma excelente oportunidade de se manifestarem. A maioria deles recusou-se a comparecer à cerimônia da posse do ministro no cargo provisório. Uma onda de agitações desencadeou-se na Aeronáutica, que só voltou à normalidade com o retorno de Correia de Melo.
Reassumindo o ministério, envolveu-se numa contenda com o brigadeiro Antônio Guedes Muniz, identificado com a corrente que se opunha a Lott e que afirmara que os comandos da Aeronáutica estavam sendo entregues aos comunistas. Em dezembro de 1959 eclodiu outro levante promovido por oficiais da Aeronáutica. Nessa ocasião, o tenente-coronel-aviador João Paulo Moreira Burnier e, mais uma vez, o major-aviador Haroldo Veloso, se apoderaram da base aérea de Aragarças (GO), à frente de uns poucos aderentes. A rebelião foi rapidamente sufocada, durando apenas três dias. Promovido a tenente-brigadeiro em agosto de 1960, Correia de Melo permaneceu à frente do ministério até o término do governo de Juscelino Kubitschek.
Fora do ministério, foi inspetor-geral da Aeronáutica durante a curta permanência de Jânio Quadros na presidência da República e no período parlamentarista do governo de João Goulart. Em 1963 foi nomeado chefe do Estado-Maior da Aeronáutica (Emaer), no momento em que o país retornava ao regime presidencialista.
Vitorioso o Golpe de Estado no Brasil em 1964, que depôs o presidente João Goulart, Correia de Mello fez parte do "Comando Supremo da Revolução". Em 4 de abril, foi nomeado ministro da Aeronáutica. No dia 9 Foi um dos signatários do Ato Institucional nº 1 (AI-1), decretado no dia 9 de abril pela junta militar, e que se constituiu no primeiro elemento formalizador das transformações políticas introduzidas pelos militares. No dia 20 deixou o ministério e desligou-se da chefia do Emaer.
Presidente da Comissão Militar Mista Brasil-Estados Unidos em 1965, foi nomeado, por decreto de novembro do mesmo ano, ministro do Superior Tribunal Militar (STM) pelo presidente Castelo Branco.
Foi casado com Nair Sotter Correia de Mello, com quem teve 3 filhos, Yeda, Aroldo e Nair. Aroldo Correia de Mello seguiu carreira na Força Aérea Brasileira, como aviador, para depois ingressar na aviação civil como Comandante da Transbrasil e Diretor de Operações daquele empresa. 
Correia de Mello Integrou o triunvirato, autointitulado de Comando Supremo da Revolução, formado por ele, o general Artur da Costa e Silva e o vice-almirante Augusto Rademaker Grünewald, também ministros de Ranieri Mazzilli, que baixou o Ato Institucional nº 1, e que de fato governava durante o segundo período de Ranieri na presidência. Advogava pelo retorno à ordem democrática seis meses após a destituição de João Goulart, mediante a convocação de eleições previstas no AI-1. Diante da resistência da ala militar em restabelecer a ordem democrática, deixou o governo e foi nomeado Ministro do Supremo Tribunal Militar.

### Promoções
Tornou-se praça em 18 de março de 1923; aspirante-a-oficial em 24 de dezembro de 1924; segundo-tenente em 6 de fevereiro de 1925; primeiro-tenente em 27 de março de 1926; capitão em 10 de fevereiro de 1933; major em 3 de maio de 1937; tenente-coronel em 25 de agosto de 1940; coronel em 24 de janeiro de 1944; brigadeiro em 27 de fevereiro de 1948; major-brigadeiro em 3 de fevereiro de 1955; tenente-brigadeiro em 3 de agosto de 1960.